# Little Hohonu (rivière)
La petit rivière Little Hohonu  (en anglais : Little Hohonu River) est un cours d’eau de la région de la West Coast de l’Île du Sud de la Nouvelle-Zélande.

## Géographie
Elle s’écoule vers le nord-ouest à partir de son origine dans la chaîne de ‘Hohonu Range’ au sud-ouest du lac Brunner, atteignant la rivière ‘Big Hohonu’ à 20 kilomètres au sud-est de la ville de Greymouth.